# ATC 코드 V01
ATC 코드 V01은 ATC 코드의 알레르기 유발 항원으로 작용하는 물질을 정리한 코드이다.

ATC 코드 V 기타의 하위그룹을 이룬다.
동물용 의약품을 위한 코드(ATCvet 코드)의 경우 인체의약품 코드 앞에 Q가 들어가게 된다. 예 : QV01.

## V01A 알레르기 유발 항원

### V01AA 알레르기 유발 항원 목록
V01AA01 Feather
V01AA02 Grass pollen
V01AA03 House dust
V01AA04 Mould fungus and yeast fungus
V01AA05 Tree pollen
V01AA07 Insects
V01AA08 Food
V01AA09 Textiles
V01AA10 Flowers
V01AA11 Animals
V01AA20 Various